# Краєво-Борове
Краєво-Борове (пол. Krajewo Borowe) — село в Польщі, у гміні Замбрув Замбровського повіту Підляського воєводства.
Населення — 51 особа (2011).
У 1975-1998 роках село належало до Ломжинського воєводства.

## Демографія
Демографічна структура станом на 31 березня 2011 року:
|          | Загалом | Допрацездатний вік | Працездатний вік | Постпрацездатний вік |
| -------- | ------- | ------------------ | ---------------- | -------------------- |
| Чоловіки | 28      | 7                  | 16               | 5                    |
| Жінки    | 23      | 3                  | 12               | 8                    |
| Разом    | 51      | 10                 | 28               | 13                   |